# Егоров, Сергей Ефимович
Серге́й Ефи́мович Его́ров (4 октября 1928, с. Ново-Кинделинское, Илекский район, Оренбургская область, РСФСР, СССР — 21 февраля 2010, Москва, Россия) — советский и российский банкир, президент Ассоциации российских банков (1991—2002).

## Биография
О родителях и детстве вспоминал: «Мои предки переехали в Сибирь с Украины во время столыпинской реформы. Родом они были из деревни Синивка Полтавской губернии… Вскоре после моего рождения отец умер, и маме пришлось нелегко. Перед Великой Отечественной мы переехали в село Рямово, в 500 километрах от Новосибирска».
В 1950 г. с отличием окончил Саратовский экономический институт. Получил направление в Барнаул в Алтайскую краевую контору Госбанка СССР.
В 1954 г. переехал в Ленинград для обучения в Высшей финансовой академии. После окончания обучения он прибыл в Москву для работы в Центральном аппарате Главного экономического управления Госбанка СССР.
В 1956—1963 гг. — старший кредитный инспектор, начальника отдела и заместителя начальника управления Госбанка СССР.
В 1963—1973 гг. — инспектор, затем заведующий сектором отдела плановых и финансовых органов ЦК КПСС.
В 1973—1987 гг. — управляющий Российской республиканской конторой Госбанка СССР.
В 1987—1991 гг. — ведущий консультант при председателе правления Госбанка СССР.
Избирался депутатом Верховного Совета РСФСР.
В 1990 г. вышел на пенсию.
Был приглашён в Госбанк СССР на должность советника, затем в 1990 был приглашён генеральным директором Московского банковского союза (1990—2003).
В 1991—2002 гг. — президент Ассоциации российских банков (АРБ).
В 2002 г. избран почетным председателем АРБ.
С июня 2002 г. занимал пост Председателя Совета Директоров БИН Банка.
Являлся членом президиума Вольного экономического общества, членом Национального экономического совета, членом Совета предпринимателей при мэре и Правительстве Москвы.
Избирался действительным членом Международной академии, Международной академии менеджмента, Академии менеджмента и рынка.
Похоронен на Троекуровском кладбище Москвы.

## Семья
Супруга — Соломенцева Татьяна Валерьевна (р. 1944), кандидат технических наук, работает в НИИ медицинского приборостроения.
- Сын — Егоров Никита Сергеевич (р. 1959), окончил МГИМО, бизнесмен.
  - Внучка — Егорова Екатерина Никитична, преподаватель МГИМО (У) МИД России.
- Дочь — Елена Сергеевна (р. 1959), окончила Педагогический институт имени В. И. Ленина, работает в Российской Государственной библиотеке.

## Награды и звания
Награждён орденами Трудового Красного Знамени, «Знак Почета», Почета, орденом РПЦ преподобного Сергия Радонежского, почетной грамотой Правительства РФ, несколькими медалями и общественным орденом I степени «За заслуги перед банковским сообществом».